# Grewia bilocularis
Grewia bilocularis é uma espécie de angiospérmica da família Tiliaceae.
Apenas pode ser encontrada no seguinte país: Iémen.